# Alternativa (revista)

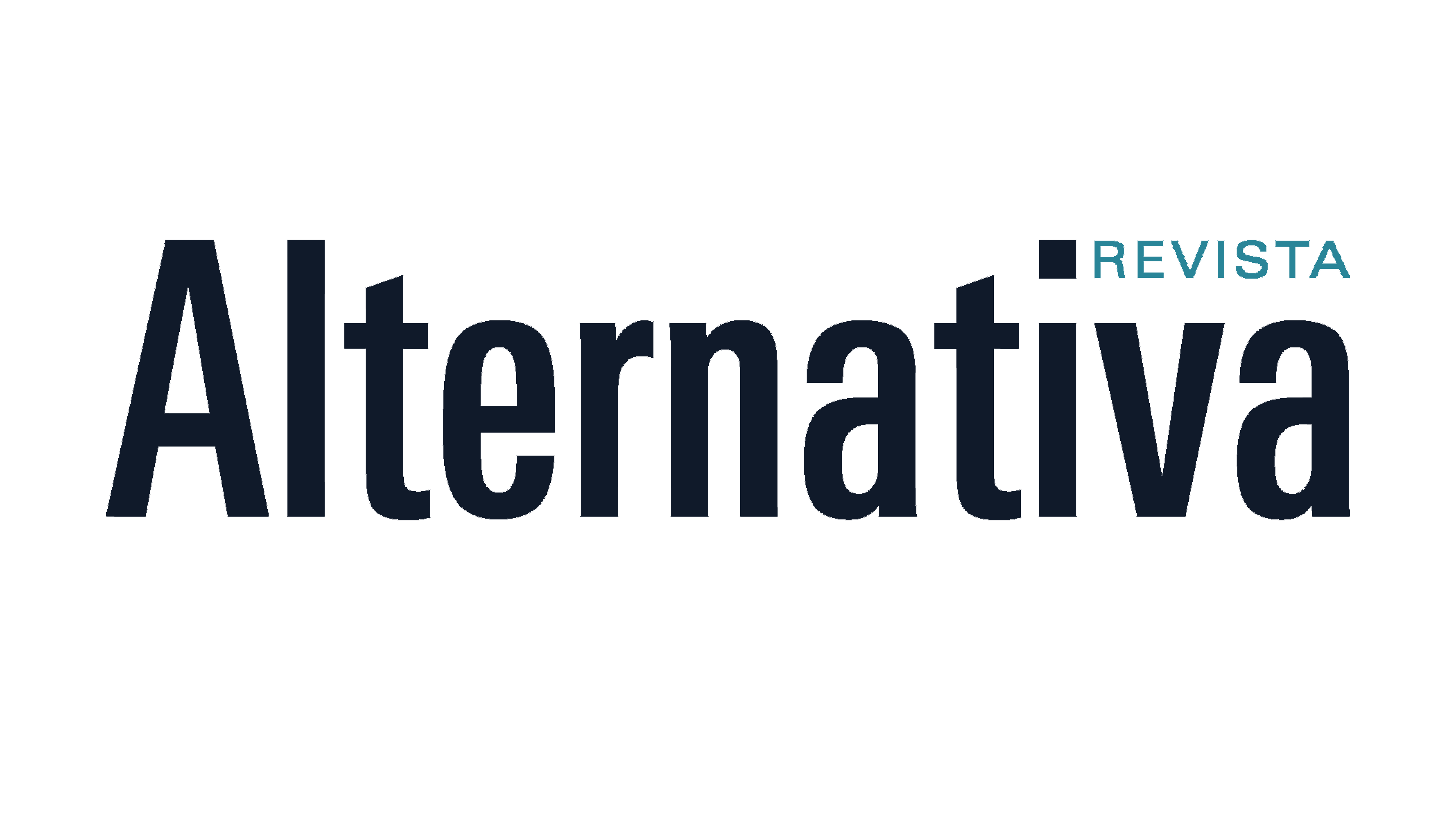
Logo Revista Alternativa

La revista Alternativa nació el 18 de febrero de 1974 y fue un proyecto periodístico liderado por el ganador del Premio Nobel de Literatura, Gabriel García Márquez, y Enrique Santos Calderón, que contó con la participación de reconocidos periodistas colombianos como Antonio Caballero, Bernardo García, Jorge Restrepo, Carlos Vidales, José Vicente Kataraín, Hernando Guzmán Paniagua y Enrique Santos Calderón; además de intelectuales de izquierda como el sociólogo Orlando Fals Borda, Jaime Orlando Melo entre otros. Su lema era “Atreverse a pensar es comenzar a luchar”.

## Nueva Revista Alternativa
En 2020 se anunció la creación de una revista con el mismo nombre pero de centroderecha y otros editores.
La revista Alternativa se relanzó en 2020 como un medio de centro derecha, que busca "promover y defender el ejercicio de los principios y valores democráticos, la libre empresa y la proporcionalidad de los derechos y los deberes ciudadanos". Los actuales dueños de la revista Alternativa son el grupo empresarial Ventura Group, presidido por Álvaro Rodríguez Acosta. La revista actualmente está en la era digital e impresa con la dirección de Jorge Lesmes y en la parte digital de Daniela Morales. En la actualidad la revista es un medio que ofrece noticias, entrevistas, opinión, actualidad, deportes, arte y cultura, estilo de vida y política de Colombia y el mundo. tiene segmento de podcasts y están a la vanguardia con la actualidad del país y del mundo.

## Historia
La prensa colombiana de entonces estaba caracterizada por el excesivo oficialismo en la información, resultado del acuerdo político conocido como Frente Nacional, que consistió en la alternación del poder y la repartición burocrática entre los dos partidos tradicionales, Liberal y Conservador. En ese contexto, Alternativa dio espacio a la publicación de artículos sobre las luchas sindicales, la pobreza y otras manifestaciones populares que eran invisibilizadas por los principales medios de información, especialmente El Tiempo. Los objetivos de la revista fueron: divulgar las luchas populares, contrainformar y luchar ideológicamente contra “los medios de información del sistema”, circular en un lenguaje sencillo investigaciones sobre la realidad nacional y propiciar la unidad de la izquierda Según Antonio Caballero, la revista pretendía ser "la voz de toda la izquierda democrática". La revista triplicó su circulación en los primeros cuatro números (pasó de diez mil a treinta mil). Santos Calderón recuerda que muy a regañadientes García Márquez aceptó participar en este proyecto y con esa decisión se sumergió en el diverso mundo de la izquierda colombiana de la década de 1970. Alternativa realizó importantes denuncias sobre torturas y abusos sobre la población por parte de las Fuerzas Militares de Colombia.

“Estoy comprometido hasta el tuétano con el periodismo político”
Gabriel García Márquez

«En torno de Alternativa se movían desde mamertos prosoviéticos y vehementes maoístas, pasando por troskos y anarcos de diversos pelambres, hasta los amigos de los fierros (armas de fuego)».
Enrique Santos Calderón

García Márquez fue colaborador permanente de la revista hasta su cierre en 1980, a través de una columna titulada «Macondo» y corresponsalías desde Chile, Angola y los países de la ex Unión Soviética.
Fue víctima en 1975, de 2 atentados contra la revista y contra Enrique Santos Calderón y su familia. Los atentados serían reivindicados por la Alianza Americana Anticomunista
La revista se caracterizó por la rigurosidad de sus fuentes, el diseño visual que también incluía a dos reporteros gráficos, reporteros en todo el país y el uso de las agencias internacionales para complementar la información, le daban un gran renombre entre las publicaciones impresas del país. Su estilo sería una base para revistas como Semana (en su segunda fase), y la revista Cambio.
Enrique Santos Calderón y Jaime Bateman encontraron una gran afinidad entre la revista Alternativa y el Movimiento 19 de abril, pues coincidían en la necesidad de generar formas de comunicación política superiores al sectarismo, el dogmatismo y la ideologización que caracterizaba a la izquierda de la época.
También participaron en la creación de la Revista y en las imágenes los pintores Diego Arango Ruiz y Nirma Zárate del Taller 4 Rojo. Era una revista de portadas y titulares geniales, juegos de palabras, textos audaces, caricaturas virulentas.

## Participantes
- Enrique Santos Calderón
- Gabriel García Márquez
- Bernardo García
- Daniel Samper Pizano
- Jorge Restrepo
- Antonio Caballero
- Roberto Pombo
- Carlos Duplat
- Roberto Araúj
- Orlando Fals Borda
- Jesús Antonio Bejarano
- Eduardo Umaña Luna
- Ramón Pérez Mantilla
- Álvaro Tirado Mejía
- Diego León Hoyos
- Pepe Sánchez
- Beatriz de Vieco
- Alejandro Brand
- Jorge Orlando Melo
- Gerardo Molina
- María Luisa Mejía.
- Arnulfo Arteaga Realpe

## Movimiento Firmes
A principios de 1980, en torno a la revista se formó un movimiento político de izquierda llamado 'Firmes', que se formó después de que la revista intentó conseguir firmas para respaldar la candidatura a la presidencia de Gerardo Molina, una de sus principales figuras.  En torno a este grupo estaban el senador José Obdulio Gaviria, el periodista Hernando Corral, el abogado Tulio Elí Chinchilla y el Secretario Ejecutivo de Cormacarena, la corporación taurina de Medellín, Benjamín de los Ríos, todos cercanos a Álvaro Uribe. Y detractores, como el excandidato presidencial del Polo Democrático Carlos Gaviria y el periodista Antonio Caballero.
En 1986 ‘Firmes’ acompaña a Álvaro Uribe en su campaña al Senado.